# Poa interior
Poa interior är en gräsart som beskrevs av Per Axel Rydberg. Poa interior ingår i släktet gröen, och familjen gräs. Inga underarter finns listade i Catalogue of Life.

## Bildgalleri

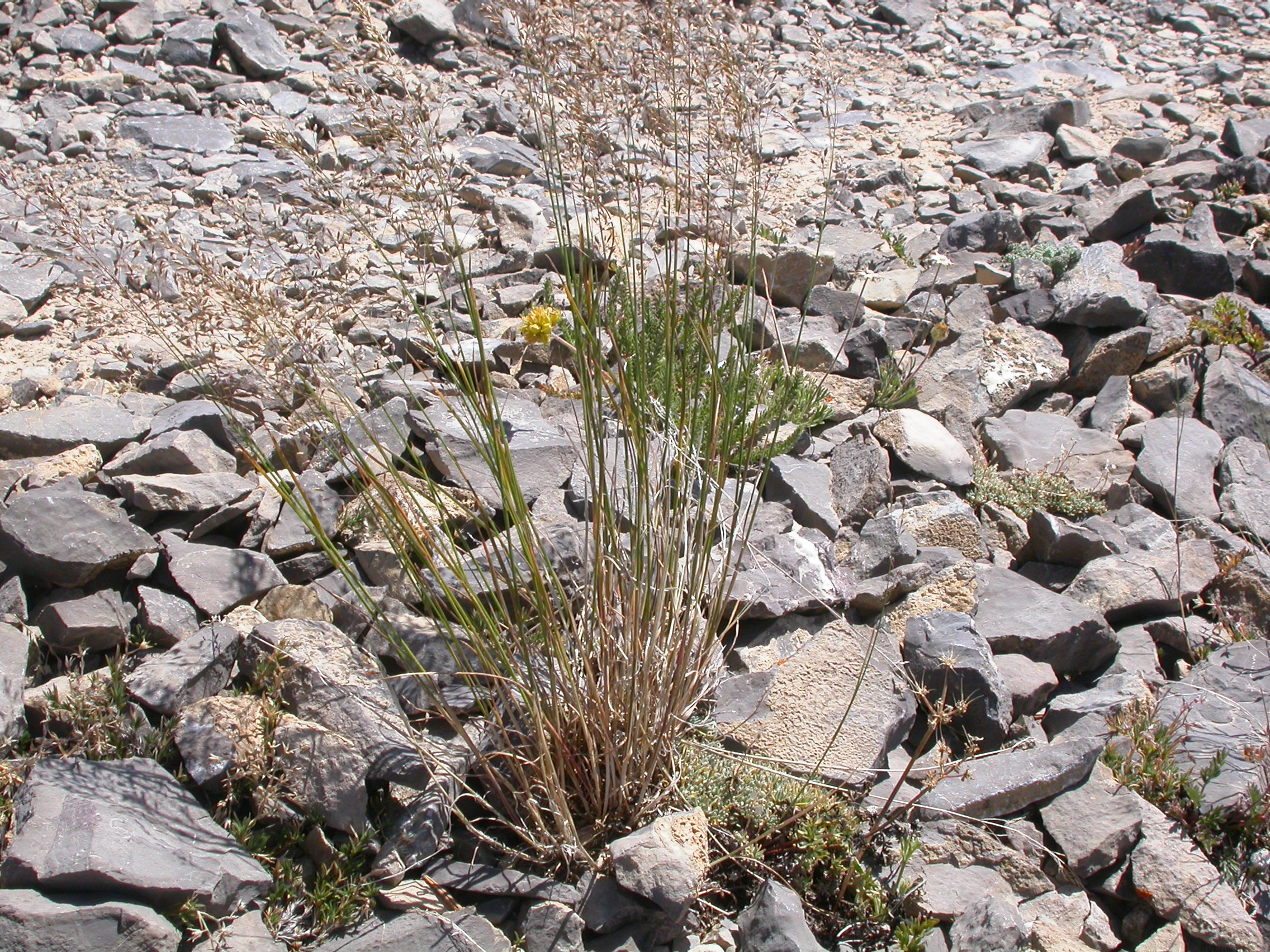
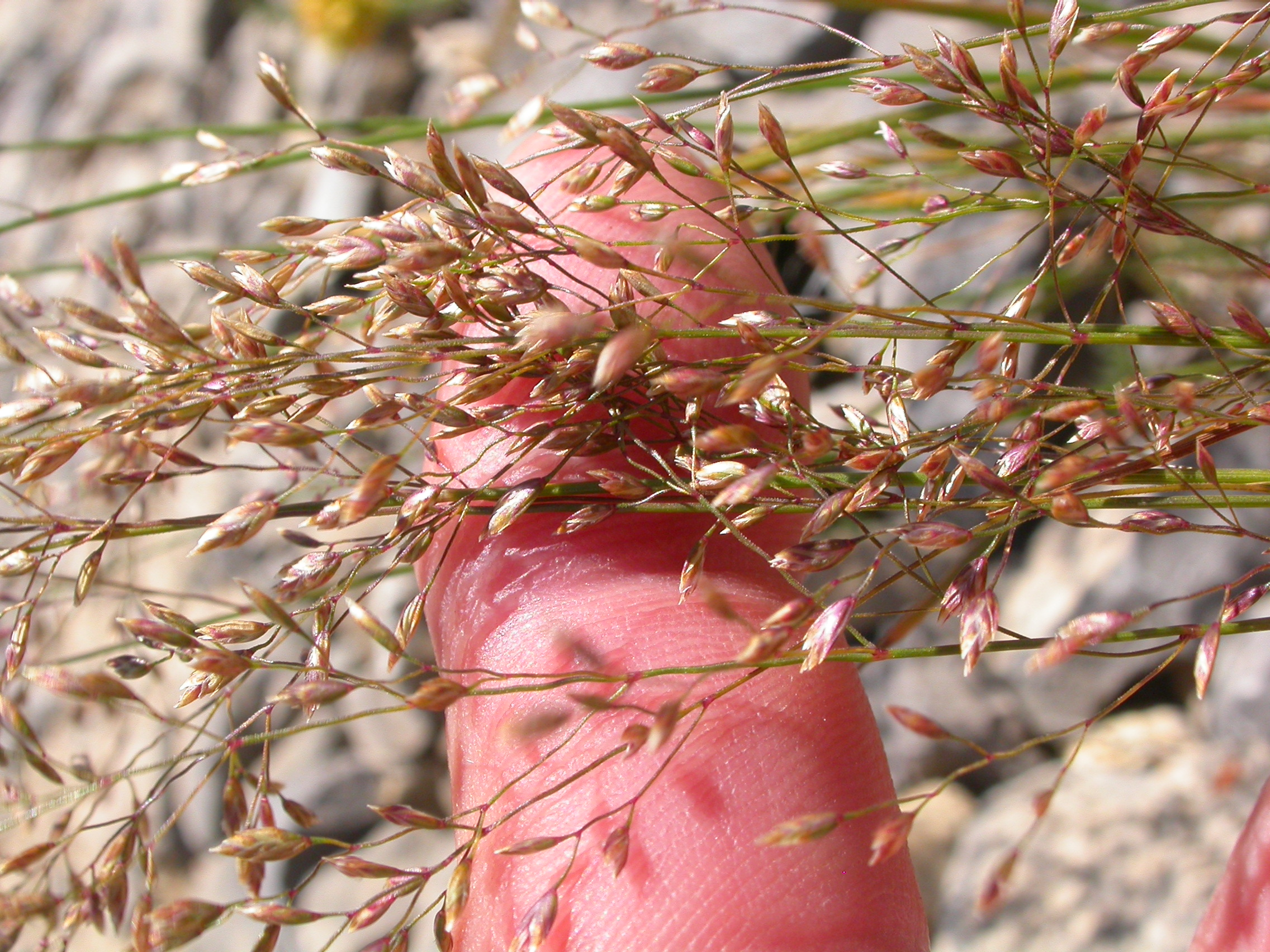
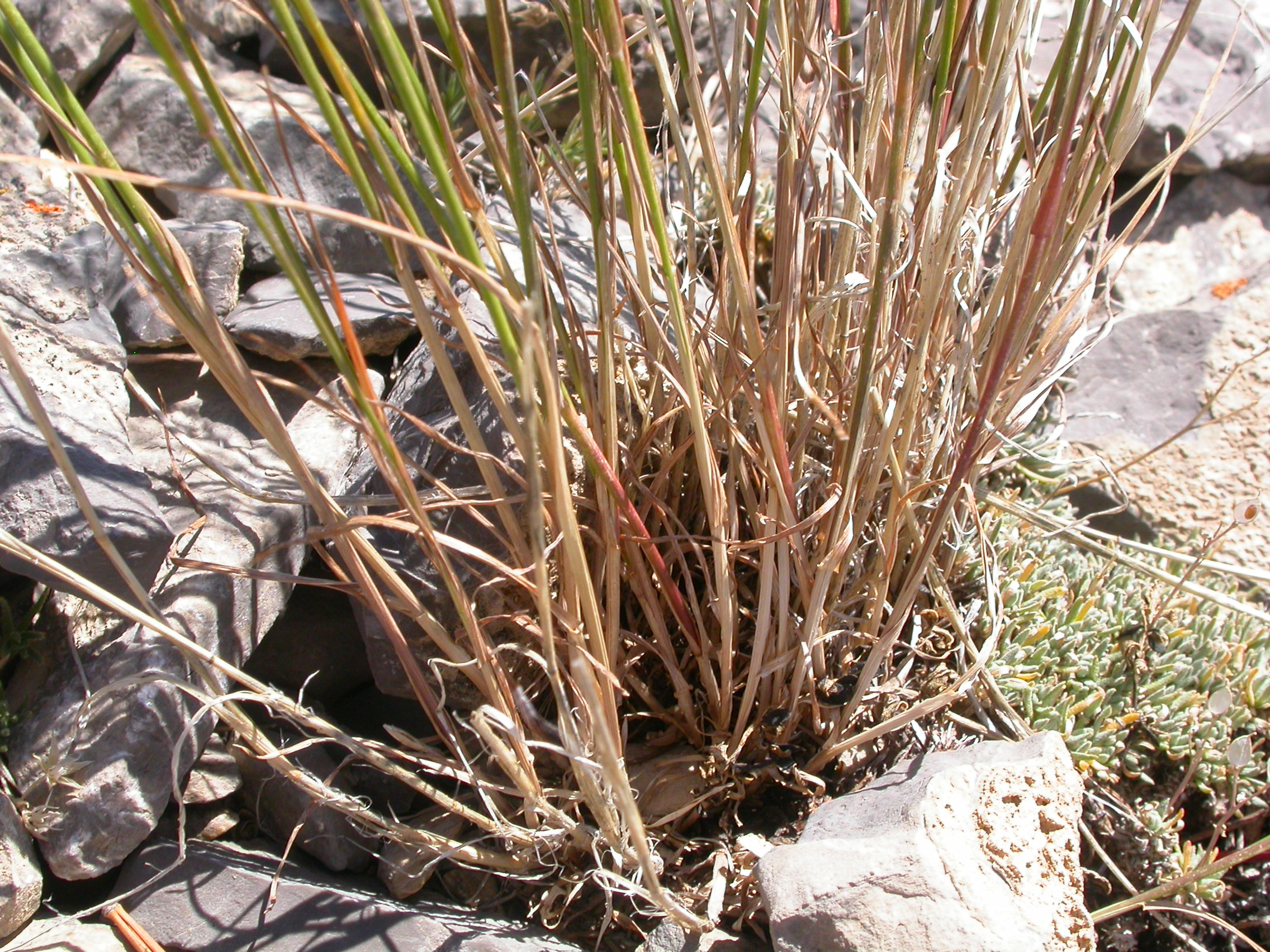
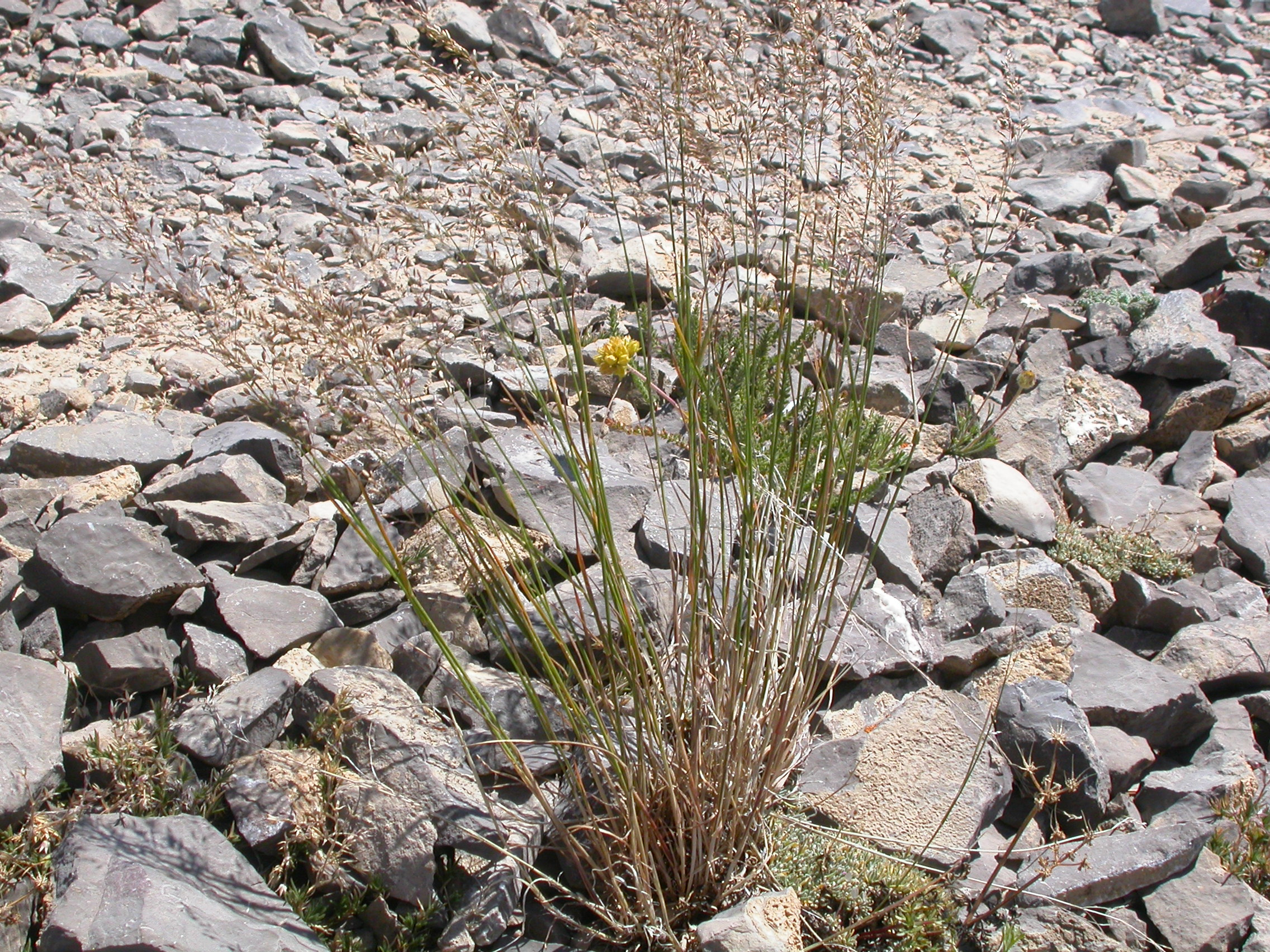